# De ordening (film)
De ordening is een tv-film van Pieter Kuijpers naar de gelijknamige roman van Kees van Beijnum. De film werd op 27 maart 2004 uitgezonden door de NPS op Nederland 3 in het kader van Telefilm.

## Synopsis
De pas afgestudeerde studente journalistiek Stella gaat als archiefmedewerkster werken bij de weduwe van oud NSB'er Ewald de Heus Verolmen. Ze begint haar werk met de bedoeling een journalistieke primeur te brengen over de zwarte weduwe. Die wil namelijk haar memoires schrijven, met daarin ook de rol van haar overleden echtgenoot in de Tweede Wereldoorlog. Op een dag duikt de mysterieuze en charismatische Andreas op die nauwe banden met de weduwe heeft. Zijn komst zal Stella's onderzoek definitief veranderen, vooral wanneer de weduwe de twee meeneemt naar Zürich (stad), alwaar ze haar grootste geheim met hen wil delen...

## Cast
| Acteur               | Personage               | Functie                                                                  | Opmerking                                      |
| -------------------- | ----------------------- | ------------------------------------------------------------------------ | ---------------------------------------------- |
| Angela Schijf        | Stella Verstarren       | Journaliste                                                              |                                                |
| Dora van der Groen   | Lotte de Heus Verolmen  | Weduwe NSB'er de Heus Verolmen, Leider Intellectuele Kring van Neonazi's | Gebaseerd op Florrie Rost van Tonningen-Heubel |
| Roeland Fernhout     | Andreas Bambach         | Neef Werner                                                              |                                                |
| Reinout Bussemaker   | Emiel                   | Vriend/Mentor Stella, Videotheekhouder                                   |                                                |
| Nadja Hüpscher       | Lisa                    | Vriendin Stella                                                          |                                                |
| Elsje Scherjon       | Hanna                   | Huishoudster de Heus Verolmen                                            |                                                |
| Adrian Brine         | Sir Trevor Miller       | Britse Professor, Neonazi                                                |                                                |
| Vic De Wachter       | Walter Schumacher       | Invloedrijke Zakenman, Neonazi                                           |                                                |
| Nand Buyl            | Jagershoedje            | Neonazi                                                                  |                                                |
| Gaston van Erven     | De Graaf                | Neonazi                                                                  |                                                |
| Alain-Celest de Buck | Eduard de Heus Verolmen | Man Lotte, Prominent NSB'er                                              |                                                |
| Dennis de Getrouwe   | Samuel                  | Flirt Stella                                                             |                                                |
| Flip Filz            | Jan                     | Onbekend                                                                 |                                                |
| Walter Bart          | Frank                   | ?Koorlid                                                                 |                                                |
| Judy Doorman         |                         | Moeder Lisa                                                              |                                                |

## Filmlocaties
| Locatie                                             | In de film                                                     | Interieur | Exterieur |
| --------------------------------------------------- | -------------------------------------------------------------- | --------- | --------- |
| Duinlustweg 36, Overveen                            | Landgoed de Heus Verolmen                                      | x         | x         |
| Joot Books, Hartenstraat 15, Amsterdam              | Winkel Emiel/?Huis Emiel en Stella                             | x         | x         |
| Sofitel The Grand Amsterdam                         | Hotelkamer Stella & Andreas (Zürich) Hotel Andreas (Amsterdam) | x         | x         |
| Grand Hotel Zell am See, Esplanade 4-6, Zell am See | Hotel Zürich (Exterieur)                                       | x         |           |
| De Bazel (Amsterdam)                                | Hotelreceptie (Zürich) Restaurant (Zürich) Archief (Zürich)    | x         |           |
| Flughafen Salzburg                                  | Vliegveld                                                      |           | x         |
| De Duif (kerk)                                      | Kerk                                                           | x         | x         |
| Begraafplaats Sint Petrus Banden                    | Begraafplaats                                                  |           | x         |
| Station Haarlem                                     | Station                                                        |           | x         |
| Kapitelplatz, Salzburg                              | 1e straat Zürich                                               |           | x         |
| Domplatz, Salzburg                                  | 2e straat Zürich                                               |           | x         |
| Hofstallgasse, Salzburg                             | 3e straat Zürich                                               |           | x         |
| Franziskanergasse, Salzburg                         | 4e straat Zürich                                               |           | x         |
| Museumstraat (Amsterdam)                            | Straat Scene Stella, Andreas en Emiel                          |           | x         |
| Agnietenkapel (Amsterdam)                           | Straat Scene Stella en Lisa                                    |           | x         |

## Trivia
- De film is gedeeltelijk gebaseerd op het levensverhaal van de weduwe Rost van Tonningen. Overigens zonder dat zij bij de totstandkoming van de film betrokken is geweest.
- De herdenking bij het graf van De Heus Verolmen werd gefilmd op de Rooms-Katholieke Begraafplaats Sint Petrus' Banden in Den Haag. Meinoud Marinus Rost van Tonningen, die model stond voor De Heus, werd na zijn zelfmoord begraven op de Gemeentelijke Begraafplaats in Den Haag, daar vlakbij. Zijn graf werd na tien jaar geruimd.
- Hoewel er in de film wordt gesproken over het Zürich (stad), zijn alle scenes die zich afspelen alleen buiten opgenomen in Salzburg (stad). De binnenopnames zijn gedraaid in Amsterdam.
- Regisseur Pieter Kuijpers liet weten dat als de film langer had kunnen duren dat hij dan dieper was ingegaan op de weduwe zelf.
- Het verschil tussen het boek en de film zijn dat de film zich vooral op Stella concentreert, er gaat geen scene voorbij waarin zij niet te zien is. In het boek wordt het verhaal door het perspectief van de weduwe dieper uitgelicht en zijn er ook passages die zich afspelen in de oorlog.
- De film werd genomineerd voor een Gouden Kalf (filmprijs) voor beste televisiedrama in 2003, tezamen met Klem in de draaideur en Najib en Julia, die er met de prijs vandoor ging.